# Randers Statsskole
Randers Statsskole er et stort gymnasium med knap 800 elever og 90 lærere, beliggende i det nordlige Randers, ca. 1 km nord for centrum. Randers Statsskole er grundlagt i 1542 og kan føre sin historie tilbage til 1440. Gymnasiets nuværende bygninger er tegnet af den kendte arkitekt Hack Kampmann og opført i 1923-1925.

## Historie
Randers Statsskole hører til de ældre skoler i Danmark. Den er opstået omkring år 1440 som en klosterskole i tilknytning til byens kloster. Efter reformationen blev skolen ligesom mange andre købstadsskoler omdannet til latinskole, og i et brev fra 1542 sikrer kong Christian 3. det økonomiske grundlag for skolens drift. I 1580'erne flyttede den til nye lokaler tæt på Sankt Mortens Kirke. Skolens omtales herefter oftest som Randers lærde skole. I 1782 flyttede den til Helligåndshuset. 1858 flyttede skolen til Vestergade 34. I 1903 gennemføres en skolereform og latinskolerne blev omdannet til gymnasier. Ved den lejlighed blev skolens navn ændret til Randers Statskole. Skolen flyttede igen i 1926 til de nuværende bygninger på Rådmands Boulevard 20. Indtil 1986 hørte skolen under staten. Samme år blev den overdraget til Århus Amt, men med samme navn. Siden 2007 har skolen været selvejende, men har beholdt navnet.

## Bygninger
Skolens bygninger er opført fra 1918 til 1926 og er tegnet af den kendte arkitekt Hack Kampmann, som ikke så bygningen færdig. Han døde allerede i 1920. Projektet blev færdiggjort af hans søn Christian Kampmann og Johannes Frederiksen. De tre stod også bag opførelsen af de nye bygninger på Viborg Katedralskole, som indviedes samme år. Der er store ligheder mellem de to skolebygninger.
Skolebygningen er udformet i en stram symmetrisk nyklassicistisk stil. Den består af fire fløje omkring en stor indre gård med to udløberfløje mod både syd og nord. Den indre gård er omkranset af en bred kolonnade med fritstående søjler. På den nordvendte væg er i der i kolonnaden opstillet fem bronzebuster af berømte elever: forfatter og museumsdirektør Frederik Poulsen (1876-1950), fysikeren Poul la Cour (1846-1908), forfatteren Steen Steensen Blicher (1782-1848), forfatteren Henrik Pontoppidan (1857-1943) og sprogforskeren Vilhelm Thomsen (1842-1927). I gården er der opsat en drikkebrønd, som senere er forsynet med en bronzefigur af billedhuggeren Adam Fischer, skænket af Ny Carlsbergfondet 1953.
Skolebygningen blev fredet i 1986, og fredningen blev 2007 udvidet til også at omfatte omgivelserne. Bygningens indre er moderniseret gennem de sidste årtier, bl.a. er et loft indrettet til undervisningslokale, og bygningen er udstyret med moderne faciliteter. I marts 2013 kunne skolen indvie en stor idræts- og multihal, der er opført som en selvstændig bygning bag skolens hovedbygning. I august 2016 kunne skolen indvie et renoveret og helt nyt kantineområde i kælderen.

## Musikliv
- Randers Statsskoles Orkester består af messingblæsere, træblæsere og strygeinstrumenter. Orkesteret spiller især musicalmusik, swing og jazz.
- Randers Statsskoles Kor består af fire stemmer: sopran, alt, tenor og bas. Det op til 100 mand store kor synger både nye og gamle stykker. Der er ingen optagelsesprøve, så alle kan være med. I koret lærer sangerne bl.a. stemmekontrol. Hvert år ved skolens juleafslutning optræder koret i Sankt Mortens Kirke. Om foråret tager koret til Sønderjylland på kortur, hvor de opfører forskellige stykker.
- Little People er Randers Statsskoles skoleband. Det består af elever fra alle klassetrin. Gruppen spiller fx pop, rock, soul og jazz.

## Øvrige oplysninger
Randers Statsskoles elever har igennem en årrække udgivet det uafhængige skoleblad Luren.

## Idræt og sport på skolen
Randers Statsskole har, med det nye multi-idrætsanlæg fra 2013, investeret i fremtidens idrætsundervisning på skolen. Anlægget indeholder, foruden et halgulv, to undervisningslokaler, to omklædningsrum, et loungeområde og et mindre fitnesscenter.
Skolen deltager desuden i flere sportsstævner, herunder gymnasiehåndbold, hvor de har et af Jyllands bedste hold.

## Rektorer
- 1540-1542 : Mag. Bondo Jensen eller Hansen
- 1555-1557: Mag. Rasmus Kjeldsen
- 1557-1570: Mag. Thöger Lassen
- 1570-1576: Mag. Peder Terkildsen Abildgaard
- 1576-1582: Jacob Hofmann
- 1582-1585: Peder Michelsen Spahatt
- 1585-1588: Mag. Peder Steen
- 1588-1591: Villads Nielsen
- 1591-1595: Jacob Olesen
- 1595-1598: Simon ????
- 1598-1602: Rasmus Jensen Stövring
- 1602-1605: Niels Christensen Spentrup
- 1605-1608: Mag. Peder Thögersen Lassen
- 1608-1610: Björn Madsen
- 1610-1610: Peder Hansen Randers, blot ½ år.
- 1611-1615: Otto Christensen Blichfeldt
- 1615-1617: Mag. Thöger Nielsen Aalborg
- 1617-1618: Mag. Laurits Nielsen Bording
- 1618-1620: Peder Olufsen Gammelgaard
- 1620-1629: Niels Thomasen Ferslef
- 1629-1635: Johannes Christiansen
- 1635-1641: Sören Madsen Örsted
- 1641-1645: Peder Nielsen
- 1645-1672 eller 73: Oluf Sörensen Örsted
- 1673-1676: Mag. Laurits Rasmussen Morslæt
- 1677-1682: Mag. Peder Lange
- 1682-1704: Mag. Peder Carstensen Sehuus
- 1705-1708: Mag. Morten Corfitsen Braem
- 1708-1742: Mag. Morten Jensen Wintmöl
- 1742-1764: Mag. Anders Poulsen Bay
- 1764-1780: Prof. Philos. Mag. Christian Carl Frederik von Fuchs
- 1781-1788: Mag. Jens Riddermann Schjöth
- 1788-1803: Mag. Peder Estrup
- 1806-1830: Mag. Laurits Severin Lund
- 1830-1837: Hans Morten Flemmer
- 1837-1844: Bonaparte Borgen
- 1844-1857: C.A. Thortsen
- 1857-1885: H.K. Whitte
- 1885-1909: H. M. Gemsøe
- 1909-1918: J. H. V. Boëtius
- 1918-1936: Niels Christensen
- 1936-1962: Axel Biering Prip (25. februar 1893 – 9. april 1979)
- 1962-1970: Henry Jensen (14. juli 1907 – 29. maj 1989)
- 1969-1970: lektor Barfod konstitueret under rektor Jensens sygdom
- 1970-1979: Povl Marstal (17. september 1928 – 2. august 2021)[2]
- 1979-2013: Kjeld Mortensen
- 2013-2021: Lone Andersen
- 2022-: Mogens Pold